# GEキャピタル
GE キャピタル（英語：GE Capital）はゼネラル・エレクトリック社の金融サービス部門であり、4つの主要な事業の一つとなる。 2008年7月27日、ゼネラルエレクトリックはGEキャピタルを再びGEと一体化すると発表した。
GE キャピタルはGEキャピタル・アビエーション・サービス（航空機リース）、GE コマーシャル・ファイナンス（事業者金融）, GE エナジー・ファンナンシャル・サービス, GE Money (GEコンシューマー・ファイナンス=消費者金融=)とGE トレースリーの5部門から構成される。
GEキャピタルはゼネラルエレクトリック社の金融部門であると同時に一体で運営される。部門は後に4部門に分割されGEの収益の大部分を占める。GEキャピタルの部門間の相互のビジネスとは独立してジェフリー・イメルト会長の指揮の元で行われる。

## 日本での事業
日本においては1990年代より全額出資のゲートファイナンス（1995年にゼネラル・エレクトリック・キャピタル・コンシューマー・ファイナンスへ社名変更）株式会社を通じて、中小規模の信販会社・クレジットカード会社を、1998年には消費者金融大手（当時）であったレイクをゼネラル・エレクトリック・コンシューマーローン株式会社を通じて買収した。2005年には「GE Money」ブランドでの住宅ローン・カードローン・クレジットカード事業をスタートさせて消費者金融部門の業容が拡大した。しかし、それら事業については貸金業法改正による収益悪化から、2008年に新生銀行へ全株式を売却する形で日本市場から撤退。新生フィナンシャルと新生カードに分割された。
1997年に東邦生命保険と提携し、合弁で「GEエジソン生命保険」を設立する形で保険業に参入している。同社は1999年に経営破綻した東邦生命の保険契約をスポンサーとして承継し、2001年にクレディセゾンから買収したセゾン生命保険を合併させ業容の拡大を目指したが、2004年にAIGに売却する形で日本市場から撤退した。同社は「AIGエジソン生命保険」に社名変更のうえ、事業継続している。
事業者金融・ファクタリング部門として、旧・日本リースと旧・三洋電機クレジットを買収し、それぞれ「GEキャピタルリーシング」と「GE三洋クレジット」として併存されていたが、2009年に「GEフィナンシャルサービス」に統合となった。2010年には日本GEに吸収されて事業活動を行っている。
2015年4月10日、GE現CEOジェフリー・イメルトは、GEキャピタルの事業から事実上撤退する計画を発表した。GEキャピタルは2008年のリーマンショックで瀕死となり、同社の債務に対し600億ドルに上る政府保証を受けた経緯がある。GEは直ちに計画へ着手。最大500億ドルの自社株買いや、今後2年間に約300億ドル相当の不動産資産を売るほか、GEキャピタル事業の売却も進める。GEはクレディ・スイス・グループ、ゴールドマン・サックス・グループ両社と共にこの売却に取り組んでいる。JPモルガン・チェースは売却プロセス全体を監督する。